# Temišvar
Temišvar (rumunjski: Timișoara, mađarski: Temesvár, banatskobugarski: Timišvar, njemački: Temeswar) ima preko 331.927 st. i najveće je naselje čitavog Banata. Grad je okružen obrađenom zemljom i jedan je od najrazvijenijh i najindustrijaliziranijih gradova u Rumunjskoj. To je prvi grad s električnim osvjetljenjem u Europi. Neke je zgrade u ovom gradu projektirao i slavni Gustave Eiffel. U Temišvaru je započela pobuna naroda protiv komunističke vlasti. Pobuna je krvavo ugušena (1 104 mrtva, 3 352 ranjena), ali je to bio početak kraja vladavine komunista koja se završila tjedan dana poslije.

## Stanovništvo
Grad ima 317.660 stanovnika (po popisu iz 2002.).
Etnički sastav:
- Rumunji:     271.677 (85,52%)
- Mađari:   24.302  (7,65%)
- Nijemci:    7.157  (2,25%)
- Srbi:           6.311  (1,98%)
- Romi:      3.062  (0,96%)
- Bugari (Banatski Bugari):    1.218  (0,38%)

i 3.926 ostalih.

## Ime
Temišvar duguje ime rijeci Timiš (rum. Timiș, antički Tibisis). Kroz grad protječe samo rijeka Begej. Razlog ovome je povezanost i isprepletanost tokova ove dvije rijeke u prošlosti na području grada. Kasnijom kanalizacijom njihovi tokovi su dobili drugačije pravce, koji su do danas u tom obliku.
Rumunjski oblik imena grad je Timișoara (u izgovoru Timišoara s mekim „š“). Hrvatski naziv za grad Temišvar blizak je i duguje podrijetlo mađarskom nazivu Temesvár (mađ. Temes je Tamiš, vár je tvrđava). Nijemci nazivaju dvojako:  jedna verzija je Temeschburg,a pomađarena je Temeswar. Banatski bugarski nazivaju ga Timišvár.

## Poznate osobe
| - Mircea Baniciu - Iolanda Balaş - Ana Blandiana - Nicu Covaci - André François - Ioan Holender - Ion Iosif Ivanovici - Adolf Hirémy-Hirschl | - Karoly Kerenyi - György Klapka - George Lusztig - Margarethe Matzenauer - Jozsef Meliusz - Reuven Ramaty - Osman-aga Temišvarski - Johnny Weissmüller |

## Gradovi prijatelji
| - Sassari, Italija - Faenza, Italija - Treviso, Italija - Palermo, Italija - Mulhouse, Francuska - Rueil-Malmaison, Francuska - Cancún, Meksiko | - Szeged, Mađarska - Karlsruhe, Njemačka - Gera, Njemačka - Novi Sad, Srbija - Zrenjanin, Srbija - Shenzhen, Kina - Nottingham, Engleska |

## Vanjske poveznice
- Službena stranica grada

### Ostali projekti
|  | Zajednički poslužitelj ima još gradiva o temi Temišvar |